# Saman (danse)
Pour les articles homonymes, voir Saman.
Le Saman est une danse traditionnelle d'Indonésie. Aussi connue sous le nom de « danse des mille mains », elle est originaire de l'île de Sumatra et présente initialement dans les cultures Alas et Gayo. « La danse Saman » a été inscrite en 2011 par l'UNESCO sur 
la liste du patrimoine immatériel nécessitant une sauvegarde urgente car beaucoup de chefs maîtrisant le Saman sont âgés et les jeux de village qui permettent une transmission de cette danse sont remplacés par d'autres divertissements, notamment en raison du cout élevé de cette danse.
Cette danse est pratiquée en ligne et souvent à genou. Elle produit son propre rythme lorsque les danseurs frappent dans leurs mains, sur leurs cuisses ou sur le sol. Parfois accompagnée d'autres instruments, la musique est essentiellement celle des percussions corporelles et des chants.